# Jannik Hastrup
Jannik Hastrup (ur. 4 maja 1941 w Næstved, Dania) – duński reżyser, scenarzysta, producent, ilustrator i animator.

## Wybrana filmografia
- 1966: Łobuz
- 1984: Samson i Sally
- 1998: Hans Christian Andersen i jego cień
- 2002: Chłopiec, który chciał być niedźwiedziem
- 2004: Cyrkelinka i najmniejsza bohaterka świata
- 2005: Wojna i pączek
- 2007: Opowieść o dwóch komarach
- 2014: Mini i komary
- 2018: Wielka podróż Cyrkielki

## Nagrody
- 2016: Prix Klingsor – Biennale Animacji Bratysława (BAB)[1]